# NGC 25
NGC 25 és una galàxia lenticular a la constel·lació del Fènix.